# Sistema autònom d'energia

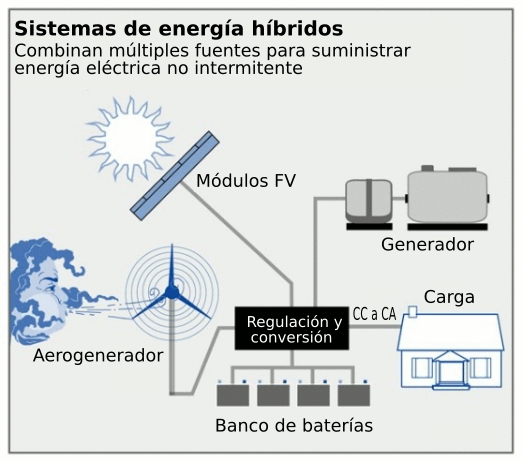
Esquema d'un sistema híbrid

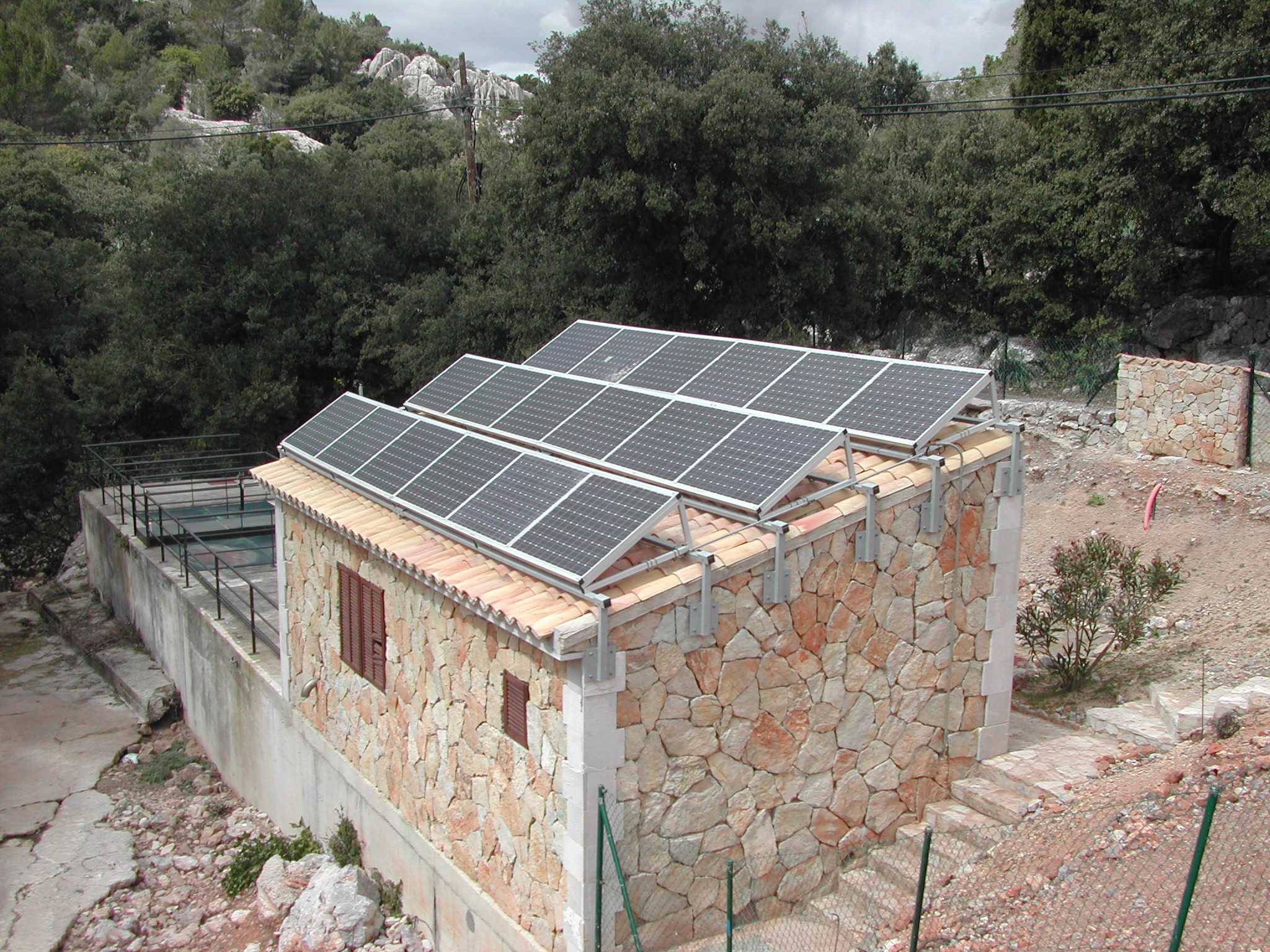
Un sistema solar fotovoltaic aïllat típic d'una planta de tractament d'aigües residuals al Santuari de Lluc, Espanya

Un sistema d'energia independent (abreujadament SAPS, MSF o SEI), també conegut com a font d'alimentació de remota àrea (abreujadament RAPS), és un sistema elèctric fora de la xarxa per a llocs que no estiguin equipats amb un sistema de distribució d'energia elèctrica o que no vulguin estar-hi inclosos. Els SAPS típics inclouen un o més mètodes de generació d'electricitat, emmagatzematge denergia i la seva regulació.

## Generació d'electricitat
L'electricitat es genera típicament per un o més dels mètodes següents:
- Sistema fotovoltaic de panells solars.
- Turbina eòlica
- Font geotèrmica
- Micro combinada de calor i electricitat.
- Microhidro

L'emmagatzematge s'implementa típicament amb un banc de bateries. La potència absorbida directament de la bateria serà corrent directe d' extra-baix voltatge (DC ELV) i això es fa servir especialment per a la il·luminació, així com per als aparells de CC. Es fa servir un inversor per generar CA de baixa tensió, que es pot utilitzar amb els aparells més típics.
Els sistemes aïllats de fotovoltaica són independents de la xarxa de subministrament elèctric i poden utilitzar panells solars només o es poden utilitzar en conjunció amb una turbina de vent i/o bateries.

## Galeria

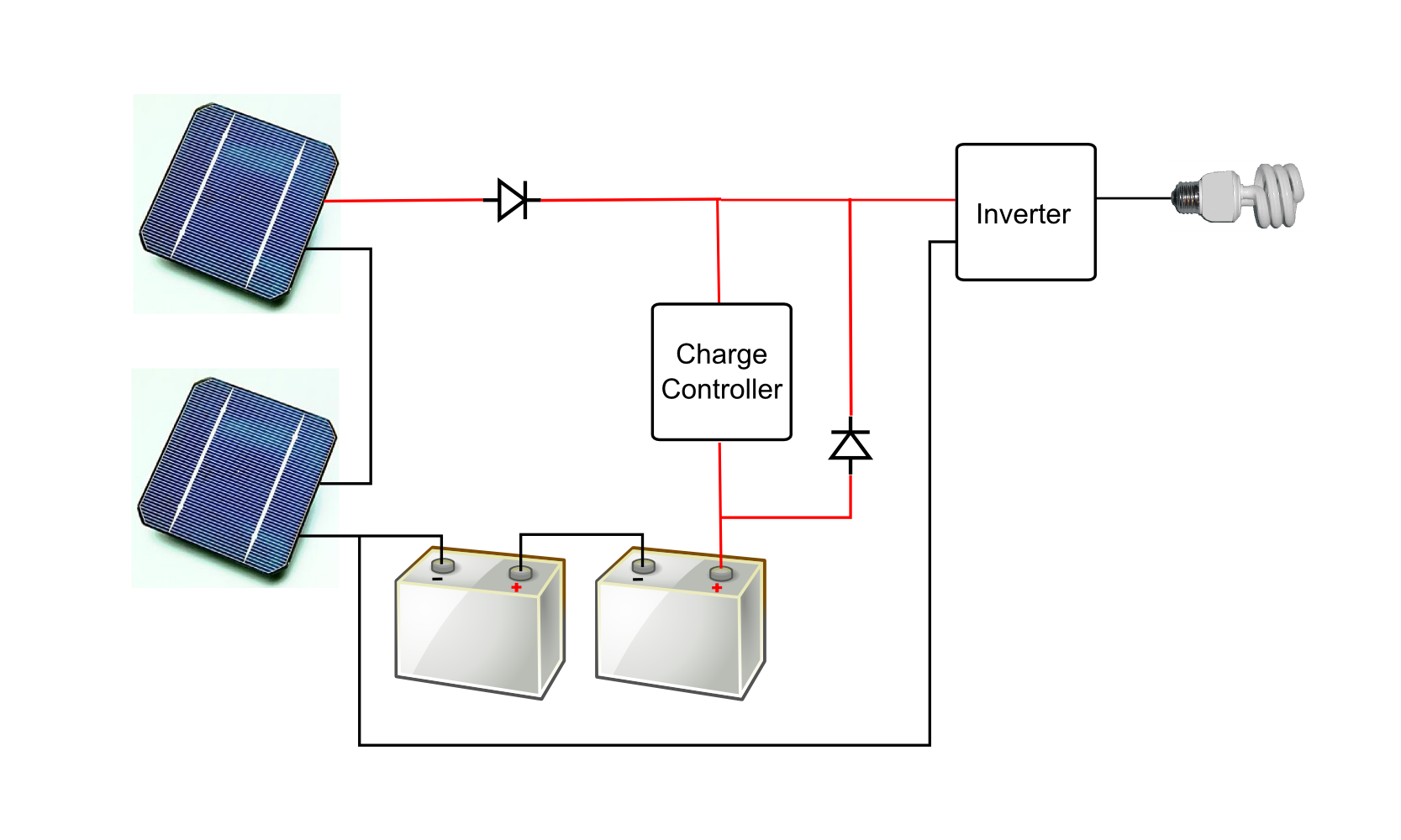
Esquema d'un sistema FV aïllat amb bateria i carregador
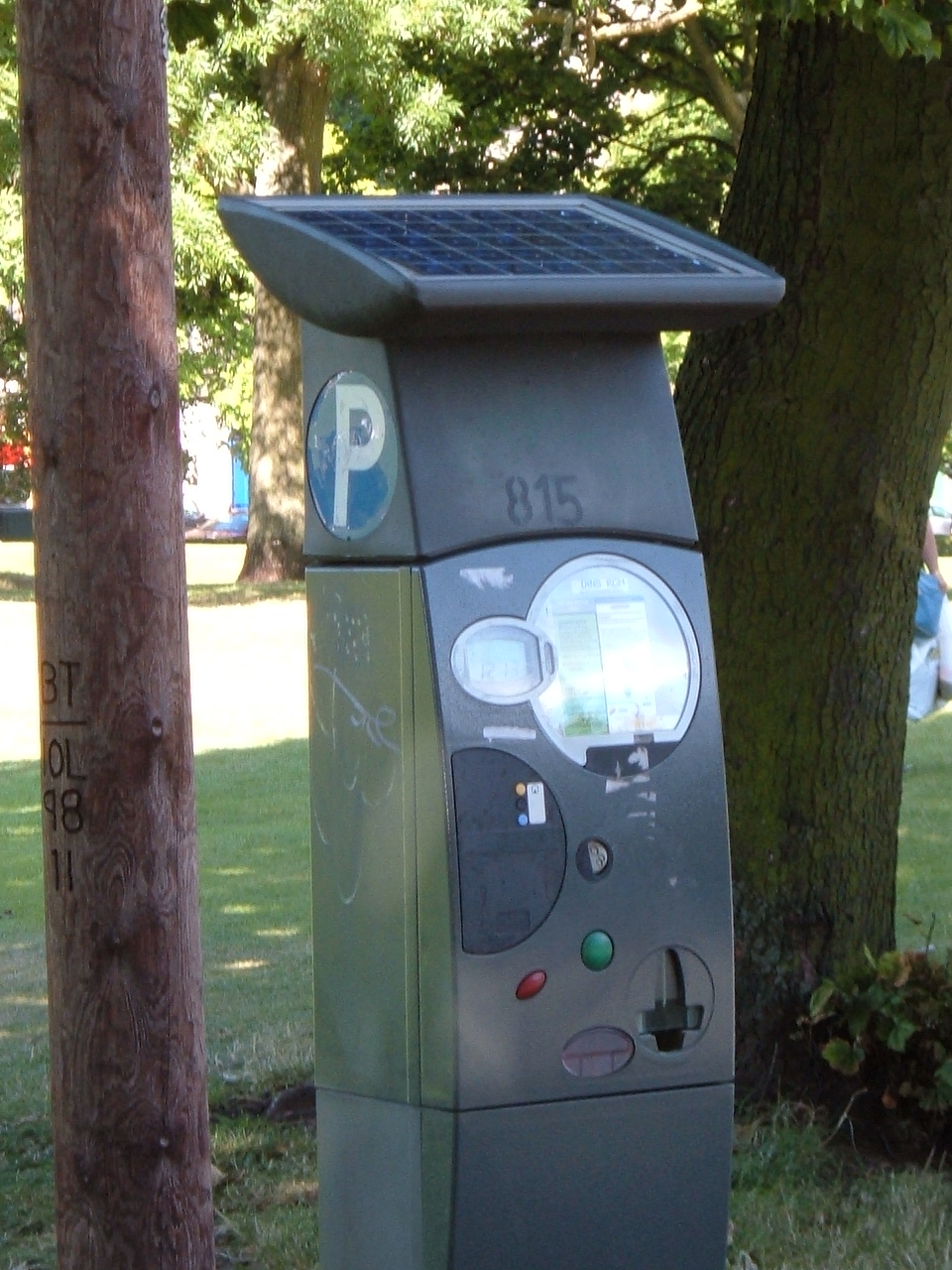
Parquímetre alimentat per energia solar